# Pleurocerina scutellata
Pleurocerina scutellata är en tvåvingeart som beskrevs av Schneider 2010. Pleurocerina scutellata ingår i släktet Pleurocerina och familjen stekelflugor. Inga underarter finns listade i Catalogue of Life.